# إيزابيل كليفتون كوكسن
إيزابيل كليفتون كوكسن (بالإنجليزية: Isabel Clifton Cookson)‏ هي عالمة نبات أسترالية، ولدت في 25 ديسمبر 1893 في Hawthorn, Victoria ‏ في أستراليا، وتوفيت في 1 يوليو 1973.